# Longton (Staffordshire)
Longton è una delle sei comunità che formano la città di Stoke-on-Trent, nella contea dello Staffordshire, in Inghilterra.